# Doug Ingle
Pour les articles homonymes, voir Ingle.
Douglas Lloyd Ingle, dit Doug Ingle, est un musicien américain né le 9 septembre 1945 à Omaha dans le Nebraska et mort le 24 mai 2024. 
Il est le chanteur, organiste et principal compositeur du groupe Iron Butterfly dès sa création, en 1966. Le plus gros succès du groupe, la chanson In-A-Gadda-Da-Vida, est une de ses compositions. 

## Biographie
C'est son père Lloyd, un organiste, qui l'introduit à la musique lors de sa jeunesse, plus spécialement à l'orgue. Après la séparation d'Iron Butterfly en 1971, Doug Ingle rejoue parfois au sein du groupe lors de ses réunions ultérieures, dans les années 1980 et 1990. Après avoir quitté Iron Butterfly, il fait quelques brèves apparitions avec le groupe Stark Naked and the Car Thieves.

## Discographie avec Iron Butterfly
- 1968 : Heavy
- 1968 : In-A-Gadda-Da-Vida
- 1969 : Ball
- 1969 : Live
- 1970 : Metamorphosis